# Суразький-Малюшицький Василь
Васи́ль Андрі́йович Су́разький-Малюши́цький (сер. 1550-х рр., містечко Сураж, нині село Тернопільської області — помер між 1604—1608) — український полемічний письменник 16 століття, освітній діяч та дипломат. Учитель монаха Івана Вишенського та конфідент князя Костянтина Острозького. Редактор етапних видань українського православного середовища в Речі Посполитій «Псалтир з возслідуванням» (Острог, 1598), «Маргарит» (Острог, 1595).

## Біографія
Працював (1575—1581) у резиденції князя Костянтина Острозького (м. Острог, нині Рівненської області), де з Г. Смотрицьким редагував Острозьку Біблію (1581), переклав її українською мовою.
Від 1583 — староста Суража, сприяв розбудові Острозької академії, до якої належали суразькі маєтності. Виконував дипломатичні доручення князя в м. Ґданськ (Польща) та Московщині.
Очолив острозьку друкарню і забезпечив її тривалу роботу. Був управителем маєтностей Острозького шпиталю.
Раніше вважалося, що Василь був священиком

## Літературна діяльність
На думку митрополита Іларіона (Огієнка), саме за редакцією Василя Суразького видано книг 25 найменувань християнського спрямування.
1588 написав так звану «Книжицю у 6-ти розділах». Підготував до друку «Псалтир з возслідуванням» (Острог, 1598), «Маргарит» (Острог, 1595).
Автор полемічних книжок:
- «Правило Істинного живота християнського» (1598),
- «Книжиця о єдиній православній істинній вірі» (1588) та ін.;
- передмов до видань «Псалтир з розслідуванням»,
- «Маргарит»,
- «Розмова панежника з православним».